# Мукачево (станція)
Мука́чево (до 2017 року — Мукачеве) — станція Ужгородської дирекції Львівської залізниці на дільниці Стрий — Батьово. Розташована в однойменному місті Закарпатської області. Включає локомотивне депо, станції колій та сигналізації і зв'язку.

## Історія
Станція відкрита у 1872 році. Через місто Мукачево проходить одна з найважливіших залізничних магістралей України. Так було і в період, коли місто належало до австрійської провінції Угорщини або пізніше, коли належало до Чехословаччини та до Радянського Союзу (після Другої світової війни). Важливість цієї лінії підтверджується тим, що до її прокладання Угорщина не мала залізничного зв'язку з сусідньою Галичиною, яка тоді входила до Австро-Угорської монархії.
За ініціативою автономного угорського уряду, що сформувався після компромісної угоди з Австрією, на підставі закону № 13 1868 року, 1 липня цього ж року Угорське Північно-Східне залізничне акціонерне товариство отримало концесію на 90 років для прокладання шляху на лініях Дебрецен — Сатмарнеметі (Сату-Маре) — Кірайгаза (Королево) — Мармарош-Сигіт та Королево — Чоп — Кошиці. Роботи в Мукачево, якими керував підприємець Дюла Фрейзейсен, урочисто розпочалися 24 лютого 1870 року на підзамкових ділянках. На 26-кілометровій лінії Батьово — Мукачево розпочався рух поїздів 4 грудня 1872 року. З цього часу почало діяти пряме залізничне сполучення від Мукачево до Будапешту. Незабаром були побудовані лінії Мукачево — Лавочне і Лавочне — Стрий (1887), що сполучились із залізницею ерцгерцога Альбрехта і Дністровською залізницею.
Спочатку на продовження шляху до тогочасної межі з Галичиною отримав дозвіл приватний консорціум. До виконання робіт у 1872 році сюди прибули італійські підприємці та робітники, які поселилися у місті (їхні нащадки ще й досі мешкають у місті). Проте підприємство не змогло знайти необхідний капітал, тому на основі рішення парламенту виконання робіт за державний кошт здійснили Угорські державні залізниці.
Складна гірська місцевість потребувала великих обсягів земляних робіт, необхідно було створити високі насипи та глибокі ухили. На перегоні було споруджено 167 об'єктів, у тому числі тунелі на підйомах та заокруглених ділянках шляху, віадуки над річками та долинами, які мали особливе інженерне значення. 70-кілометровий шлях, де різниця висот між відправною та кінцевою станціями становить 679 м, був прокладений за допомогою найсучасніших на той час методів, до того ж у визначений термін — за два з половиною роки. У березні 1886 року поїздом можна було дістатися до Воловця, у квітні був облаштований тунель у Бескиді, а  через рік відбулася передача в експлуатацію лінії, яка з'єднала Мукачево зі станцією на іншому боці Карпат — Лавочним. Одночасно з цим після відкриття галицької лінії Лавочне — Стрий розпочався безпосередній залізничний рух у напрямку Львова.
На основі договору між Угорською Північно-східною залізницею та місцевим урядом Угорщини від 1 серпня 1890 року лінії компанії, серед них дільниця Чоп — Мукачево — Лавочне, перейшли у власність та експлуатацію компанії «Угорські державні залізниці».
Про важливу роль залізниці в розвитку Мукачево свідчить і те, що з кінця XX століття залізничний вокзал з центром міста з'єднувала красива, елегантна вулиця Шугар (нині — вул. Ярослава Мудрого).
Чимало відомих осіб прибувало у місто над Латорицею поїздом. 1882 року Мігай Мункачі зі своїм супроводом, ще пізніше Мор Йокаї ступали на перон місцевого вокзалу. У 1890-х роках XIX століття тут неодноразово зустрічали відомого дослідника Єне Зічі під час його експедиції до Азії; навіть один перський шах мав тут приємні хвилини від зустрічі із зацікавленою його появою юрмою. Пізніше на мукачівському вокзалі вітали Пала Телекі, що приїхав на чолі своїх скаутів. Головного мукачівського рабина Лазаря Шапіру з нагоди від'їзду до Палестини супроводили до поїзда 10 тисяч осіб.
У 1962 році станцію електрифіковано постійним струмом (=3 кВ) у складі дільниці Мукачево — Чоп.

## Пасажирське сполучення
З 17 червня 2022 року «Львівська залізниця» відновила курсування регіонального поїзда № 7001/7002 зі Львова та подовжила його маршрут руху до станції Ужгород (щоп'ятниці, щосуботи та щонеділі).
Міжнародне сполучення
У 2018 році, в місці тупика вантажної «станції перевалки», «Укрзалізниця» запланувала побудувати залізничну платформу, з метою приймання пасажирських поїздів колією європейського стандарту в Угорщину (Загонь, Будапешт), а потім до Словаччини (Кошиці) та в перспективі у Румунію (Сату-Маре).
У грудні 2018 року залізничне сполучення євроколією з Мукачево до Угорщини було відкрито, з використанням угорського рухомого складу. За 500 м від залізничного вокзалу станції Мукачево було побудовано окрему посадкову платформу для колії стандарту 1435 мм та впорядковано близько 40 км євроколії.

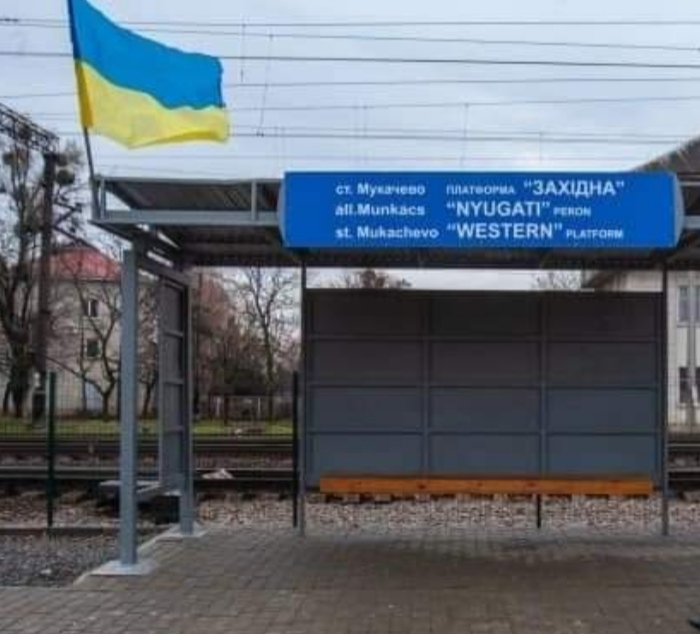
Платформа «Мукачево-Західна»

Нова пасажирська платформа отримала назву «Мукачево — Західна». Місто Мукачево також впорядкувало вулицю Вокзальну (колишня — вулиця Енгельса), яка сполучає головний вокзал та платформу «Мукачево-Західна». У червні 2019 року звідси був відкритий регулярний щоденний рух і до словацької станції Кошиці. У перспективі — пряме залізничне сполучення європейською колією з іншими країнами Європейського Союзу. Новим поїздом до столиці Угорщини є можливість дістатися за 6 годин. 400-кілометровий маршрут пролягає через угорські міста Дебрецен та Ньїредьгаза. Рейковий автобус Кошиці — Мукачево перебуває в дорозі близько 4 годин і зупиняється лише на станціях Чоп та Чєрна-над-Тисою. Завдяки поїзду, що курсує євроколією, не потрібно витрачати час на заміну колісних пар, а всі прикордонно-митні операції здійснюються на станції Чоп та на прикордонних станціях сусідніх країн.
14 листопада 2018 року до Мукачево з Будапешта здійснив тестовий рейс перший поїзд угорської компанії «MAV-START nemzetkozi utazasok».
З 9 грудня 2018 року розпочався регулярний рух поїзда «Латориця» сполученням Будапешт — Мукачево — Будапешт. Компанія «MÁV START», окрім цього, обслуговує рух транскордонних поїздів Загонь — Чоп, які курсують 6 разів на день. Також курсує вагон безпересадкового сполучення «Укрзалізниці» Київ — Відень, що прямує через Будапешт.
2 квітня 2019 року відбувся тестовий рейс рейкового автобуса сполученням Кошиці — Чєрна-над-Тисою — Чоп — Мукачево, а регулярні поїздки розпочались 9 червня 2019 року. З Мукачево до станції Кошиці є можливість дістатися рейковим автобусом (моторвагонна секція 813—913 «Баґета» виробництва заводу «Залізничні ремонтні майстерні Зволен») євроколією за 4 години.
З 2 листопада 2021 року «Укрзалізниця» у співпраці з Угорською державною залізницею (MAV) відновила курсування пасажирського поїзда № 33/34 сполученням Мукачево — Будапешт через станції Чоп та Загонь.
11 грудня 2022 року здійснив перший рейс поїзд міжнародного сполучення від початку повномасштабного російського вторгнення в Україну зі словацького міста Кошиці  до Мукачево. На маршруті руху поїзд зупиняється у Чєрні-над-Тисою та на станції Чоп — новоствореному залізничному габі Закарпаття з рейсами до/з Києва, Запоріжжя, Дніпра, Харкова, Полтави, Вінниці, Хмельницького, Тернополя, Львова, Ужгорода тощо. Проїзні документи на поїзд оформлюються у касі № 2 вокзалу станції Мукачево (вартість квитка залежить від курсу швейцарського франка, який є базовим для міжнародних залізничних розрахунків). На борту поїзда оплата можлива лише в євро. Посадка/висадка пасажирів на цей поїзд здійснюється від платформи Мукачево-Західна. Рейси виконуються щоденно словацькими дизель-поїздами чеського виробництва, які розраховані на 78 місць та 3 веломісця.
| Рух поїздів по станції Мукачево | Рух поїздів по станції Мукачево | Рух поїздів по станції Мукачево                    |
| №                               | Маршрут сполучення              | Періодичність курсування                           |
| Далеке сполучення               | Далеке сполучення               | Далеке сполучення                                  |
| ------------------------------- | ------------------------------- | -------------------------------------------------- |
| 3 «Нічний експрес»              | Запоріжжя — Ужгород             | Щоденно                                            |
| 4 «Нічний експрес»              | Ужгород — Запоріжжя             | Щоденно                                            |
| 13/223 «Апшиця»                 | Київ — Солотвино / Ужгород      | Щоденно                                            |
| 14/224 «Апшиця»                 | Ужгород / Солотвино — Київ      | Щоденно                                            |
| 17 «Сковорода-Експрес»          | Харків — Ужгород                | Парні числа                                        |
| 18 «Сковорода-Експрес»          | Ужгород — Харків                | Парні числа                                        |
| 29 «Нічний експрес»             | Київ — Ужгород                  | Щоденно                                            |
| 30 «Нічний експрес»             | Ужгород — Київ                  | Щоденно                                            |
| 37 «Біла Акація»                | Одеса — Ужгород                 | Щоденно                                            |
| 38 «Біла Акація»                | Ужгород — Одеса                 | Щоденно                                            |
| 39                              | Запоріжжя — Солотвино           | Непарні числа                                      |
| 40                              | Солотвино — Запоріжжя           | Непарні числа                                      |
| 45                              | Харків — Ужгород                | Непарні числа                                      |
| 46                              | Ужгород — Харків                | Непарні числа                                      |
| 81 «Десна»                      | Київ — Ужгород                  | Щоденно                                            |
| 140                             | Кам'янець-Подільський — Ужгород | Щоденно, група вагонів безпересадкового сполучення |
| 82 «Десна»                      | Ужгород — Київ                  | Щоденно                                            |
| 82                              | Ужгород — Кам'янець-Подільський | Щоденно, група вагонів безпересадкового сполучення |
| 265                             | Ужгород — Ковель                | Непарні числа                                      |
| 266                             | Ковель — Ужгород                | Непарні числа                                      |
| 749 «Інтерсіті»                 | Київ — Ужгород                  | Щоденно                                            |
| 750 «Інтерсіті»                 | Ужгород — Київ                  | Щоденно                                            |
| 827                             | Львів — Мукачево                | 1-7,9,11-16,18-23,25-30/08, 1-4/09/2023            |
| 828                             | Мукачево — Львів                | 1-7,9,11-16,18-23,25-30/08, 1-4/09/2023            |
| 829                             | Львів — Ужгород                 | Щоденно, крім вівторка                             |
| 829                             | Ужгород — Львів                 | Щоденно, крім середи                               |
| Міжнародне сполучення           |                                 |                                                    |
| 31 «Латориця»                   | Мукачево — Будапешт             | Щоденно                                            |
| 33 «Латориця»                   | Мукачево — Будапешт             | Щоденно                                            |
| 34 «Латориця»                   | Будапешт — Мукачево             | Щоденно                                            |
| 149                             | Відень — Київ                   | Щоденно                                            |
| 749                             | Київ — Відень                   | Щоденно                                            |
| 960                             | Кошиці — Мукачево               | Щоденно                                            |
| 961                             | Мукачево — Кошиці               | Щоденно                                            |
| 962                             | Кошиці — Мукачево               | Щоденно                                            |
| 963                             | Мукачево — Кошиці               | Щоденно                                            |
| 6284                            | Дебрецен — Мукачево             | Щоденно                                            |
| Приміське сполучення            |                                 |                                                    |
| 6517/6518                       | Мукачево — Сянки                | Щоденно                                            |
| 6501                            | Лавочне — Мукачево              | Щоденно                                            |
| 6502/6166                       | Чоп — Львів                     | Щоденно                                            |
| 6519/6520                       | Мукачево — Сянки                | Щоденно                                            |
| 6187                            | Львів — Мукачево                | Щоденно                                            |
| 6506                            | Мукачево — Стрий                | Щоденно                                            |
| 6523/6524                       | Мукачево — Сянки                | Щоденно                                            |
| 6545/6546                       | Сянки — Мукачево                | Щоденно                                            |
| 6189/6507                       | Львів — Чоп                     | Щоденно                                            |
| 6508                            | Мукачево — Лавочне              | Щоденно                                            |
| 6547/6548                       | Сянки — Мукачево                | Щоденно                                            |

## Галерея
|                                                                             |                                                           |                                      |
| Вокзал у 1919 році                                                          | Фасад вокзалу, прикрашений з нагоди візиту регента (1939) | Станція під час реконструкції (2010) |
|                                                                             |                                                           |                                      |
| Станція під час реконструкції (2010). Вигляд на північ (в бік ст. Кольчино) | Вокзал під час реконструкції (2010)                       | Залізничний вокзал (2011)            |